# 528
528（五百二十八、ごひゃくにじゅうはち）は自然数、また整数において、527の次で529の前の数である。

## 性質
- 528は合成数であり、約数は1, 2, 3, 4, 6, 8, 11, 12, 16, 22, 24, 33, 44, 48, 66, 88, 132, 176, 264, 528である。
  - 約数の和は1488。
  - 127番目の過剰数である。1つ前は522、次は532。
  - 約数を20個もつ4番目の数である。1つ前は432、次は560。
- 528 = 1 + 2 + 3 + 4 + 5 + 6 + 7 + 8 + 9 + 10 + … + 31 + 32
  - 32番目の三角数である。1つ前は496、次は561。
    - 三角数が過剰数になる9番目の数である。1つ前は378、次は630。(オンライン整数列大辞典の数列 A074315)
    - 三角数において各位の和も三角数になる23番目の数である。1つ前は465、次は703。(オンライン整数列大辞典の数列 A062099)
    - 3つの正の数の立方数の和で表せる12番目の三角数である。1つ前は496、次は820。(オンライン整数列大辞典の数列 A119977)
    - n = 5 のときの 2n 番目の三角数である。1つ前は136、次は2080。(オンライン整数列大辞典の数列 A007582)
- 528 = 24 × 3 × 11
  - 3つの異なる素因数の積で p 4 × q × r の形で表せる3番目の数である。1つ前は336、次は560。(オンライン整数列大辞典の数列 A179644)
- 528 = 24 × (25 + 1)
- 528 = 232 − 1
  - n = 2 のときの 23n − 1 の値とみたとき1つ前は22、次は12166。
  - n = 23 のときの n 2 − 1 の値とみたとき1つ前は483、次は575。(オンライン整数列大辞典の数列 A005563)
  - n 2 − 1 で表せる4番目の三角数である。1つ前は120、次は4095。(オンライン整数列大辞典の数列 A006454)
    - 素数 p = 23 のときの p 2 − 1 で表せる3番目の三角数である。1つ前は120、次は139128。(オンライン整数列大辞典の数列 A227480)
- 528 = 42 + 162 + 162 = 82 + 82 + 202
  - 3つの平方数の和2通りで表せる120番目の数である。1つ前は522、次は533。(オンライン整数列大辞典の数列 A025322)
- 528 = 23 + 23 + 83
  - 3つの正の数の立方数の和1通りで表せる68番目の数である。1つ前は521、次は532。(オンライン整数列大辞典の数列 A025395)
- 528 = 54 − 34 − 24
  - n = 4 のときの 5n − 3n − 2n の値とみたとき1つ前は90、次は2850。(オンライン整数列大辞典の数列 A135158)
- 528 × 825 = 6602
  - 回文数でなく末桁が0でない数で逆順に並べた数との積が平方数になる5番目の数である。1つ前は441、次は768。(オンライン整数列大辞典の数列 A062917)
    - この数が平方数でない数では2番目である。1つ前は288、次は768。(オンライン整数列大辞典の数列 A082994)
- n = 528 のとき n と n − 1 を並べた数を作ると素数になる。n と n − 1 を並べた数が素数になる60番目の数である。1つ前は522、次は532。(オンライン整数列大辞典の数列 A054211)
- 528 = 73 + 83 + 93/3 = 83 + 2 × 8
  - x = 8 のときの フィボナッチ多項式 F4(x) = x 3 + 2x の値とみたとき1つ前は357、次は747。(オンライン整数列大辞典の数列 A054602)
- 約数の和が528になる数は3個ある。(258, 393, 473) 約数の和3個で表せる16番目の数である。1つ前は468、次は558。
- 各位の和が15になる32番目の数である。1つ前は519、次は537。

## その他 528 に関連すること
- 西暦528年
- 紀元前528年
- ソルフェジオ周波数528Hz
- 第528維持旅団
- マラニー (USS Mullany, DD-528) は、アメリカ海軍の駆逐艦。
- 国際連合安全保障理事会決議528